# Kádár István György
Kádár István György (Kraszna, 1920. április 5. – Jugoszlávia, 1981. október 9.) magyar költő, műfordító, színműíró.

## Életútja
Középiskolai tanulmányait a zilahi Wesselényi Kollégiumban fejezte be (1940), egyetemi tanulmányait Kolozsvárt folytatta, majd Budapesten doktorált lélektanból (1944). A szilágysomlyói, krasznai és nagykárolyi líceumokban tanított (1945–52), később Nagybányán, Végváron és Vajdahunyadon református lelkész. Egy jugoszláviai kiránduláson feleségével együtt baleset áldozata lett.

## Munkássága
Verseket, színműveket írt, családi érzésének és emberszeretetének adva hangot, román költők – Mihai Eminescu, Șt. O. Iosif,  Tudor Arghezi – verseit fordította magyarra. Írásait az Ifjú Erdély, Szilágyság, Világosság, Előre, Művelődés, A Hét, Új Élet, Szabad Szó közölte.

## Kötetei
- Cronica (versek, Kraszna, 1938)
- Napsugár (versek, műfordítások, Szilágysomlyó, 1945)
- Virradat (zenés színmű, Nagykároly, 1952)